# Martin Schaudt
Martin Schaudt (* 7. Dezember 1958 in Balingen) ist ein deutscher Dressurreiter.

## Werdegang
Martin Schaudt wurde durch seinen Vater, der selbst Pferde besaß und als Vielseitigkeitsreiter aktiv war, zum Reiten gebracht. Nachdem er anfangs auf Ponys ritt, nahm er später auch Großpferde unter den Sattel und wurde mit 16 Jahren baden-württembergischer Meister der Junioren im Vielseitigkeitsreiten. Von 1979 bis 1980 war er auf der Sportschule der Bundeswehr in Warendorf. Dort brachte ihn sein Hannoveraner Fuchswallach Egbert zur Dressur, da sich herausstellte, dass dessen Begabungen mehr in der Dressur denn in der Vielseitigkeit lagen. Dabei erhielt Schaudt Unterstützung von seinem damaligen Ausbilder Siegfried Peilicke, dem früheren Bundestrainer der Jungen Reiter und Junioren. Mit Egbert erlangte er die ersten Siege in S-Dressuren, erhielt 1985 das Goldene Reiterabzeichen und gewann schließlich seinen ersten Grand Prix.
Schaudt hatte ein Jura-Studium begonnen, machte aber dann den Reitsport zu seinem Beruf. Auf Wunsch des Vaters absolvierte er jedoch zunächst eine Ausbildung zum Industriekaufmann. Im Anschluss baute er sich seinen eigenen Dressur- und Ausbildungsstall in Albstadt auf, den sein Vater 1973 erworben hatte. Die Weiden werden ganzjährig genutzt, da Schaudt eine Pferdehaltung mit viel Bewegung und freiem Kontakt zu Artgenossen bevorzugt. In Fachkreisen gilt er als Exot, da er teure Pferde wie Weltall VA (später unter Dieter Laugks), Elvis VA (später unter Nadine Capellmann) oder Aramis (später unter Sonja Bolz) mit andern Pferden auf eine Koppel stellt.

## Erfolge
1995 wurde Schaudt auf seinem Pferd Durgo, einem braunen Westfalen-Wallach, mit der Mannschaft Europameister der Dressurreiter, in der Einzelwertung belegte er den 4. Platz. Ebenfalls mit Durgo erreichte er bei den Olympischen Spielen 1996 den 9. Platz in der Einzelwertung und gewann mit der Mannschaft Gold. Mit Weltall VA, einem braunen Hannoveraner Wallach von Weltmeyer x Picard (1994–2018), konnte er diesen Erfolg bei den Olympischen Spielen 2004 wiederholen, wieder gewann er mit der deutschen Dressurmannschaft Gold. 1994, 1997 und 2004 wurde er Deutscher Meister und hält zusammen mit Weltall VA bis heute mit 2064 Punkten den Weltrekord in der schwersten Dressurprüfung der Welt, dem Grand Prix Spécial.
Nach dem Verkauf von Weltall im Jahr 2007 nahm Schaudt nicht mehr am internationalen Turniersport teil und konzentrierte sich auf die Ausbildung junger Dressurpferde. So bildete er zusammen mit seiner Frau unter anderem die Stute Girasol aus, die er im Mai 2010 an Nadine Capellmann verkaufte. Mit dem 2003 geborenen Hannoveraner-Wallach Despino wurde er in den Jahren 2011 und 2012 baden-württembergischer Landesmeister der Dressurreiter. Im September 2012 verkaufte Schaudt Despino an die Dressurreiterin Ute Kröger-Rück.
Für seine sportlichen Erfolge erhielt er am 16. März 2005 das Silberne Lorbeerblatt.